# Maechidius caviceps
Maechidius caviceps är en skalbaggsart som beskrevs av Blackburn 1888. Maechidius caviceps ingår i släktet Maechidius och familjen Melolonthidae. Inga underarter finns listade i Catalogue of Life.